# Campionat del Món d'atletisme de 2009 - 100 metres femenins
Els 100 metres femenins al Campionat del Món d'atletisme de 2009 van tenir lloc a l'estadi Olímpic de Berlín els dies 16 i 17 d'agost. L'equip jamaicà acudia amb un equip molt poderós: l'actual campiona Veronica Campbell-Brown, la campiona olímpica Shelly-Ann Fraser i Kerron Stewart (qui va fer 10.75 segons a juliol, la marca més ràpid en nou anys). L'equip estatunidenc estava format per Muna Lee, Lauryn Williams i Carmelita Jeter. Altres favorites eren les bahamianes Debbie Ferguson-McKenzie i Chandra Sturrup, i Kelly-Ann Baptiste, les quals havien corregut en menys d'onze segons abans del torneig.
Jeter va ser la més ràpida en les sèries, i va quedar a 0.02 segons per darrere de la seva millor marca als quarts de final. Stewart va ser la més ràpida als quarts de final amb 10.92 segons, i Campbell-Brown va guanyar la seva cursa, i va ser la tercera atleta en córrer per davall dels onze segons eixe dia. El segon dia de competició, Shelly-Ann Fraser va córrer la semifinal més ràpida de la història en 10.79 segons, amb Stewart just per darrere amb una marca de 10.84 segons. Jeter va fer la seva millor marca personal, 10.83 segons, per arribar a la final, en què la meitat de les atletes eren jamaicanes.
A la final, un ràpid inici va permetre a Fraser posar-se per davant, i el gran final de Stewart no va ser suficient per guanyar la seva compatriota. Stewart va igualar la seva millor marca personal (10.75 segons) i va guanyar la medalla d'argent, i Jeter va guanyar la de bronze amb un temps de 10.90 segons, un poc menys que el temps que havia aconseguit a les semifinals. Les guanyadores de les medalles d'or i argent a 2007 van millorar els seus millors temps de la temporada, però van quedar fora de les medalles. El temps de Fraser (10.73 segons) va ser rècord de Jamaica, i va igualar la tercera millor marca de tots els temps. A més, es va convertir en la segona dona en guanyar consecutivament un títol olímpic i un títol mundial, després de Gail Devers.

## Medallistes
| Or                          | Argent                   | Bronze                         |
| Shelly-Ann Fraser · Jamaica | Kerron Stewart · Jamaica | Carmelita Jeter · Estats Units |

## Rècords
| Rècord del Món         | Florence Griffith Joyner (USA) | 10.49 | Indianapolis, Estats Units | 16 de juliol de 1988 |
| Rècord del Campionat]  | Marion Jones (USA)             | 10.70 | Sevilla, Espanya           | 22 d'agost de 1999   |
| Rècord d'Àfrica        | Glory Alozie (NGR)             | 10.90 | La Laguna, Espanya         | 5 de juny de 1999    |
| Rècord d'Àsia          | Li Xuemei (CHN)                | 10.79 | Shanghai, Xina             | 18 d'octubre de 1997 |
| Rècord de Nord-amèrica | Florence Griffith Joyner (USA) | 10.49 | Indianapolis, Estats Units | 16 de juliol de 1988 |
| Rècord de Sud-amèrica  | Lucimar de Moura (BRA)         | 11.17 | Bogotá, Colòmbia           | 25 de juny de 1999   |
| Rècord d'Europa        | Christine Arron (FRA)          | 10.73 | Budapest, Hongria          | 19 d'agost de 1998   |
| Rècord d'Oceania       | Melinda Gainsford-Taylor (AUS) | 11.12 | Sestriere, Itàlia          | 31 de juliol de 1994 |

## Marques per classificar-se
| Mínima A | Mínima B |
| -------- | -------- |
| 11.30    | 11.40    |

## Agenda
| Data               | Hora  | Ronda           |
| ------------------ | ----- | --------------- |
| 16 d'agost de 2009 | 11:55 | Sèries          |
| 16 d'agost de 2009 | 18:35 | Quarts de final |
| 17 d'agost de 2009 | 19:05 | Semifinals      |
| 17 d'agost de 2009 | 21:35 | Final           |

## Resultats

### Final
| Pos.              | Carrer | Atleta                         | Temps (seg) | Notes |
| ----------------- | ------ | ------------------------------ | ----------- | ----- |
| Medalla d'or      | 3      | Shelly-Ann Fraser (JAM)        | 10.73       | WL    |
| Medalla de plata  | 4      | Kerron Stewart (JAM)           | 10.75       | PB    |
| Medalla de bronze | 5      | Carmelita Jeter (USA)          | 10.90       |       |
| 4                 | 6      | Veronica Campbell-Brown (JAM)  | 10.95       | SB    |
| 5                 | 8      | Lauryn Williams (USA)          | 11.01       | SB    |
| 6                 | 2      | Debbie Ferguson-McKenzie (BAH) | 11.05       |       |
| 7                 | 7      | Chandra Sturrup (BAH)          | 11.05       |       |
| 8                 | 1      | Aleen Bailey (JAM)             | 11.16       |       |

AR Rècord del continent | CR Rècord del campionat | NR Rècord nacional | OR Rècord olímpic | PB/PR Millor marca personal/Rècord personal 
 SB Millor marca personal de la temporada | WL Millor marca mundial de l'any | WR Rècord del món

### Semifinals
Les quatre primeres de cada sèrie (Q) es classificaven per a la final.
| Pos. | Carrer | Atleta                  | Temps (seg) | Notes  |
| ---- | ------ | ----------------------- | ----------- | ------ |
| 1    | 6      | Shelly-Ann Fraser (JAM) | 10.79       | Q / SB |
| 2    | 4      | Kerron Stewart (JAM)    | 10.84       | Q      |
| 3    | 5      | Lauryn Williams (USA)   | 11.01       | Q / SB |
| 4    | 3      | Debbie Ferguson (BAH)   | 11.03       | Q      |
| 5    | 7      | Kelly-Ann Baptiste (TRI | 11.07       |        |
| 6    | 2      | Verena Sailer (GER)     | 11.24       |        |
| 7    | 8      | Tahesia Harrigan (IVB)  | 11.34       |        |
| 8    | 1      | Ayanna Hutchinson (TRI  | 11.58       |        |

| Pos. | Carrer | Atleta                  | Temps (seg) | Notes  |
| ---- | ------ | ----------------------- | ----------- | ------ |
| 1    | 4      | Carmelita Jeter (USA)   | 10.83       | Q / PB |
| 2    | 3      | Veronica Campbell (JAM) | 11.00       | Q      |
| 3    | 5      | Chandra Sturrup (BAH)   | 11.01       | Q      |
| 4    | 6      | Aleen Bailey (JAM)      | 11.16       | Q      |
| 5    | 8      | Muna Lee (USA)          | 11.18       |        |
| 6    | 1      | Vida Anim (GHA)         | 11.43       |        |
| 7    | 7      | Semoy Hackett (TRI)     | 11.45       |        |
| 8    | 2      | Eleni Artymata (CYP)    | 11.49       |        |

AR Rècord del continent | CR Rècord del campionat | NR Rècord nacional | OR Rècord olímpic | PB/PR Millor marca personal/Rècord personal 
 SB Millor marca personal de la temporada | WL Millor marca mundial de l'any | WR Rècord del món

### Quarts de final
Les tres primeres de cada sèrie (Q) més els quatre millors temps (q) es classificaven per les semifinals.
| Pos. | Carrer | Atleta                   | Temps (seg) | Notes |
| ---- | ------ | ------------------------ | ----------- | ----- |
| 1    | 5      | Kerron Stewart (JAM)     | 10.92       | Q     |
| 2    | 3      | Chandra Sturrup (BAH)    | 11.06       | Q     |
| 3    | 8      | Semoy Hackett (TRI)      | 11.37       | Q     |
| 4    | 1      | Guzel Khubbieva (UZB)    | 11.43       |       |
| 5    | 6      | Ezinne Okparaebo (NOR)   | 11.44       |       |
| 6    | 4      | Evgeniya Polyakova (RUS) | 11.52       |       |
| 7    | 7      | Ivet Lalova (BUL)        | 11.54       |       |
| 8    | 2      | Yomara Hinestroza (COL)  | 11.76       |       |

| Pos. | Carrer | Atleta                  | Temps (seg) | Notes  |
| ---- | ------ | ----------------------- | ----------- | ------ |
| 1    | 5      | Lauryn Williams (USA)   | 11.06       | Q / SB |
| 2    | 3      | Aleen Bailey (JAM)      | 11.12       | Q      |
| 3    | 4      | Tahesia Harrigan (IVB)  | 11.21       | Q      |
| 4    | 6      | Vida Anim (GHA)         | 11.34       | q      |
| 5    | 7      | Eleni Artymata (CYP)    | 11.37       | q / PB |
| 6    | 1      | Ayanna Hutchinson (TRI) | 11.40       | q      |
| 7    | 2      | Chisato Fukushima (JPN) | 11.43       |        |
| 8    | 8      | Myriam Soumaré (FRA)    | 11.45       |        |

| Pos. | Carrer | Atleta                    | Temps (seg) | Notes  |
| ---- | ------ | ------------------------- | ----------- | ------ |
| 1    | 4      | Veronica Campbell (JAM)   | 10.99       | Q      |
| 2    | 6      | Debbie Ferguson (BAH)     | 11.08       | Q      |
| 3    | 3      | Muna Lee (USA)            | 11.13       | Q / SB |
| 4    | 5      | Verena Sailer (GER)       | 11.26       | q      |
| 5    | 7      | Anna Geflikh (RUS)        | 11.46       |        |
| 6    | 1      | Nataliya Pohrebnyak (UKR) | 11.49       |        |
| 7    | 8      | Rakia Al-Gassra (BHR)     | 11.51       |        |
| 8    | 2      | Sónia Tavares (POR)       | 11.55       |        |

| Pos. | Carrer | Atleta                   | Temps (seg) | Notes |
| ---- | ------ | ------------------------ | ----------- | ----- |
| 1    | 5      | Carmelita Jeter (USA)    | 10.94       | Q     |
| 2    | 6      | Shelly-Ann Fraser (JAM)  | 11.02       | Q     |
| 3    | 3      | Kelly-Ann Baptiste (TRI) | 11.05       | Q     |
| 4    | 4      | Lucimar de Moura (BRA)   | 11.44       |       |
| 5    | 8      | Virgil Hodge (SKN)       | 11.51       |       |
| 6    | 1      | Oludamola Osayomi (NGR)  | 11.55       |       |
| 7    | 2      | Sheniqua Ferguson (BAH)  | 11.59       |       |
| 8    | 7      | Marion Wagner (GER)      | 11.64       |       |

AR Rècord del continent | CR Rècord del campionat | NR Rècord nacional | OR Rècord olímpic | PB/PR Millor marca personal/Rècord personal 
 SB Millor marca personal de la temporada | WL Millor marca mundial de l'any | WR Rècord del món

### Sèries
Les tres primeres de cada sèrie (Q) més els cinc millors temps (q) es classificaven per als quarts de final.
| Pos. | Carrer | Atleta                     | Temps (seg) | Notes |
| ---- | ------ | -------------------------- | ----------- | ----- |
| 1    | 2      | Lucimar de Moura (BRA)     | 11.41       | Q     |
| 2    | 4      | Shelly-Ann Fraser (JAM)    | 11.41       | Q     |
| 3    | 5      | Marion Wagner (GER)        | 11.49       | Q     |
| 4    | 3      | Yomara Hinestroza (COL)    | 11.61       | q     |
| 5    | 6      | Paulette Zang Milama (GAB) | 11.74       |       |
| 6    | 8      | Yvonne Bennett (SIN)       | 12.30       | SB    |
| 7    | 7      | Balpreet Kaur Purba (NMI)  |             | DNS   |

| Pos. | Carrer | Atleta                  | Temps (seg) | Notes  |
| ---- | ------ | ----------------------- | ----------- | ------ |
| 1    | 4      | Kerron Stewart (JAM)    | 11.31       | Q      |
| 2    | 8      | Vida Anim (GHA)         | 11.38       | Q      |
| 3    | 3      | Ivet Lalova (BUL)       | 11.48       | Q / SB |
| 4    | 5      | Chisato Fukushima (JPN) | 11.52       | q      |
| 5    | 6      | Ahamada Feta (COM)      | 11.80       |        |
| 6    | 2      | Fatou Tiyana (GAM)      | 12.22       | PB     |
| 7    | 7      | Dana Abdul Razak (IRQ)  | 12.38       | SB     |

| Pos. | Carrer | Atleta                    | Temps (seg) | Notes  |
| ---- | ------ | ------------------------- | ----------- | ------ |
| 1    | 6      | Carmelita Jeter (USA)     | 11.22       | Q      |
| 2    | 5      | Virgil Hodge (SKN)        | 11.47       | Q      |
| 3    | 4      | Rakia Al-Gassra (BHR)     | 11.49       | Q / SB |
| 4    | 2      | Carol Rodríguez (PUR)     | 11.64       |        |
| 5    | 7      | Halimat Ismaila (NGR)     | 11.74       |        |
| 6    | 3      | Yah Soucko Koïta (MLI)    | 12.16       | SB     |
| 7    | 8      | Rosa Mystique Jones (NRU) | 13.42       | SB     |

| Pos. | Carrer | Atleta                   | Temps (seg) | Notes |
| ---- | ------ | ------------------------ | ----------- | ----- |
| 1    | 4      | Debbie Ferguson (BAH)    | 11.26       | Q     |
| 2    | 5      | Verena Sailer (GER)      | 11.29       | Q     |
| 3    | 6      | Oludamola Osayomi (NGR)  | 11.49       | Q     |
| 4    | 8      | Sónia Tavares (POR)      | 11.64       | q     |
| 5    | 2      | Ivana Rožhman (MKD)      | 12.60       |       |
| 6    | 7      | Sorai Bella Reklai (PLW) | 13.75       | PB    |
| 7    | 3      | Mugimyar Robina (AFG)    | 14.24       | SB    |

| Pos. | Carrer | Atleta                   | Temps (seg) | Notes |
| ---- | ------ | ------------------------ | ----------- | ----- |
| 1    | 4      | Aleen Bailey (JAM)       | 11.29       | Q     |
| 2    | 2      | Evgeniya Polyakova (RUS) | 11.41       | Q     |
| 3    | 6      | Myriam Soumaré (FRA)     | 11.45       | Q     |
| 4    | 8      | Ayanna Hutchinson (TRI)  | 11.54       | q     |
| 5    | 3      | Ani Khachikyan (ARM)     | 12.30       | SB    |
| 6    | 7      | Alice Khan (SEY)         | 12.64       | PB    |
| 7    | 5      | Mariama Bah (GUI)        | 13.33       | PB    |

| Pos. | Carrer | Atleta                        | Temps (seg) | Notes |
| ---- | ------ | ----------------------------- | ----------- | ----- |
| 1    | 3      | Veronica Campbell (JAM)       | 11.34       | Q     |
| 2    | 7      | Ezinne Okparaebo (NOR)        | 11.35       | Q     |
| 3    | 8      | Semoy Hackett (TRI)           | 11.36       | Q     |
| 4    | 4      | Sheniqua Ferguson (BAH)       | 11.57       | q     |
| 5    | 2      | Gloria Diogo (STP)            | 11.78       |       |
| 6    | 5      | Philaylack Sackpraseuth (LAO) | 13.42       | PB    |
| 7    | 6      | Asenate Manoa (TUV)           | 13.75       | NR    |

| Pos. | Carrer | Atleta                    | Temps (seg) | Notes |
| ---- | ------ | ------------------------- | ----------- | ----- |
| 1    | 3      | Lauryn Williams (USA)     | 11.36       | Q     |
| 2    | 7      | Tahesia Harrigan (IVB)    | 11.39       | Q     |
| 3    | 6      | Nataliya Pohrebnyak (UKR) | 11.54       | Q     |
| 4    | 4      | Momoko Takahashi (JPN)    | 11.75       |       |
| 5    | 8      | Martina Pretelli (SMR)    | 12.65       |       |
| 6    | 2      | Terani Faremiro (PYF)     | 12.96       | PB    |
| 7    | 5      | Tioiti Katutu (KIR)       | 14.38       | PB    |

| Pos. | Carrer | Atleta                     | Temps (seg) | Notes |
| ---- | ------ | -------------------------- | ----------- | ----- |
| 1    | 3      | Chandra Sturrup (BAH)      | 11.28       | Q     |
| 2    | 4      | Anna Geflikh (RUS)         | 11.47       | Q     |
| 3    | 7      | Guzel Khubbieva (UZB)      | 11,63       | Q     |
| 4    | 6      | Serafi Anelies Unani (INA) | 12.05       | PB    |
| 5    | 2      | Elis Lapenmal (VAN)        | 13.11       | SB    |
| 6    | 5      | Savannah Sanitoa (ASA)     | 14.23       | SB    |
| 7    | 8      | Blessing Okagbare (NGR)    |             | DNS   |

| Pos. | Carrer | Atleta                   | Temps (seg) | Notes |
| ---- | ------ | ------------------------ | ----------- | ----- |
| 1    | 7      | Kelly-Ann Baptiste (TRI) | 11.42       | Q     |
| 2    | 5      | Muna Lee (USA)           | 11.44       | Q     |
| 3    | 6      | Eleni Artymata (CYP)     | 11.47       | Q     |
| 4    | 8      | Courtney Patterson (ISV) | 11.88       |       |
| 5    | 3      | Pia Tajnikar (SLO)       | 11.88       |       |
| 6    | 2      | Pauline Kwalea (SOL)     | 13.67       | SB    |
| 7    | 4      | Beatriz Manque (GEQ)     | 14.03       |       |